# Onze-Lieve-Vrouw ten Hemelopnemingkerk (Voorburg)
De Onze-Lieve-Vrouwe ten Hemelopnemingkerk is een Rooms-Katholieke kerk aan de Laan van Nieuw Oosteinde in de Nederlandse plaats Voorburg. De uit 1925 daterende kerk is gebouwd in traditionalistische stijl, heeft een daktoren en smalle ramen en is gebouwd volgens het vrijwel identieke ontwerp van de Sint-Franciscus van Assisiëkerk in Heerlen van twee jaar eerder. Het interieur wordt gedekt door een schuinlopend bakstenen tongewelf. Deze door architect Petrus Gerardus Buskens, een katholieke bouwer uit Rotterdam, gebouwde kerk is per 1 januari 2008 aan de eredienst onttrokken. 
Het complex van de O.L.V ten Hemelopnemingkerk en pastorie met omringende muren is een rijksmonument. In 2022 is de kerk omgebouwd tot appartementsgebouw met inachtneming van het monumentale karakter.